# Campeones Cup 2019
La Campeones Cup 2019 est la deuxième édition de la Campeones Cup. Le match oppose Atlanta United, vainqueur de la coupe de la Major League Soccer 2018 au Club América, vainqueur de la supercoupe du Mexique 2019. La rencontre se déroule le 14 août 2019 au Mercedes-Benz Stadium à Atlanta, aux États-Unis.
Au terme de la rencontre, Atlanta United l'emporte sur le score de trois buts à deux.

## Règlement
Les règles du match sont les suivantes : la durée de la rencontre est de 90 minutes puis en cas de match nul, une séance de tirs au but est réalisée pour départager les équipes. Trois remplacements sont autorisés pour chaque équipe.

## Feuille de match
| Atlanta United |

| Club América |

| Atlanta United |

| Club América |

| G             | 25 | Alec Kann              |  |       |
| D             | 2  | Franco Escobar         |  | 44e   |
| D             | 4  | Florentin Pogba        |  |       |
| D             | 5  | Leandro González Pírez |  |       |
| D             | 24 | Julian Gressel         |  |       |
| M             | 6  | Darlington Nagbe       |  |       |
| M             | 16 | Emerson Hyndman        |  |       |
| M             | 18 | Jeff Larentowicz       |  |       |
| A             | 7  | Josef Martínez         |  |       |
| A             | 10 | Pity Martínez          |  | 90+2e |
| A             | 28 | Dion Pereira           |  | 66e   |
| Remplaçants : |    |                        |  |       |
| G             | 1  | Brad Guzan             |  |       |
| D             | 3  | Michael Parkhurst      |  |       |
| D             | 12 | Miles Robinson         |  | 44e   |
| M             | 8  | Ezequiel Barco         |  | 90+2e |
| M             | 14 | Justin Meram           |  | 66e   |
| M             | 29 | Mo Adams               |  |       |
| A             | 15 | Héctor Villalba        |  |       |
| Entraîneur :  |    |                        |  |       |
| Frank de Boer |    |                        |  |       |

| G              | 27  | Óscar Jiménez     |  |       |
| D              | 2   | Carlos Vargas     |  |       |
| D              | 3   | Jorge Sánchez     |  |       |
| D              | 18  | Bruno Valdez      |  |       |
| D              | 22  | Paul Aguilar      |  |       |
| M              | 5   | Guido Rodríguez   |  |       |
| M              | 9   | Roger Martínez    |  |       |
| M              | 11  | Andrés Ibargüen   |  | 90+2e |
| M              | 17  | Francisco Córdova |  | 83e   |
| M              | 30  | Renato Ibarra     |  |       |
| A              | 21  | Henry Martín      |  | 71e   |
| Remplaçants :  |     |                   |  |       |
| G              | 35  | Luis Zamudio      |  |       |
| D              | 19  | Emanuel Aguilera  |  |       |
| M              | 13  | Leonel López      |  |       |
| M              | 14  | Nicolás Benedetti |  | 71e   |
| M              | 23  | Antonio López     |  | 83e   |
| M              | 25  | Fernando González |  |       |
| A              | 187 | Israel García     |  | 90+2e |
| Entraîneur :   |     |                   |  |       |
| Miguel Herrera |     |                   |  |       |